# Ivan Goi
Pour les articles homonymes, voir Goi.
Pas d'image ? Cliquez ici
Ivan Goi (né le 29 février 1980 à Casalmaggiore, dans la province de Crémone, en Lombardie) est un pilote de moto italien (125 cm).